# Roquefort-les-Pins
Roquefort-les-Pins (Occitaans: Ròcafòrt lei Pins of Ròcafòrt; Italiaans (verouderd): Roccaforte dei Pini) is een gemeente in het Franse departement Alpes-Maritimes (regio Provence-Alpes-Côte d'Azur). De plaats maakt deel uit van het arrondissement Grasse. Roquefort-les-Pins telde op 1 januari 2022 7.284 inwoners.
Het was eertijds een vestingstadje, dat echter volledig is gesloopt na te zijn overwonnen door het nabijgelegen St. Paul de Vence. Sindsdien woonden er hoofdzakelijk bannelingen, die zich met het hoeden van schapen en geiten bezighielden, en met het fabriceren van houtskool. Dit heeft helemaal plaatsgemaakt voor vrijwel geheel residentiële bebouwing met villa's op ruime bospercelen. Eertijds hadden Annie M.G. Schmidt, Wim Sonneveld en Jos van Vliet hier hun tweede huis. Er is nog wel een oud kerkje over.  

## Geografie
De oppervlakte van Roquefort-les-Pins bedroeg op 1 januari 2022 21,53 vierkante kilometer; de bevolkingsdichtheid was toen 338,3 inwoners per km². Roquefort-les-Pins grenst aan de gemeenten Villeneuve-Loubet, Opio en Valbonne.
De onderstaande kaart toont de ligging van Roquefort-les-Pins met de belangrijkste infrastructuur en aangrenzende gemeenten.

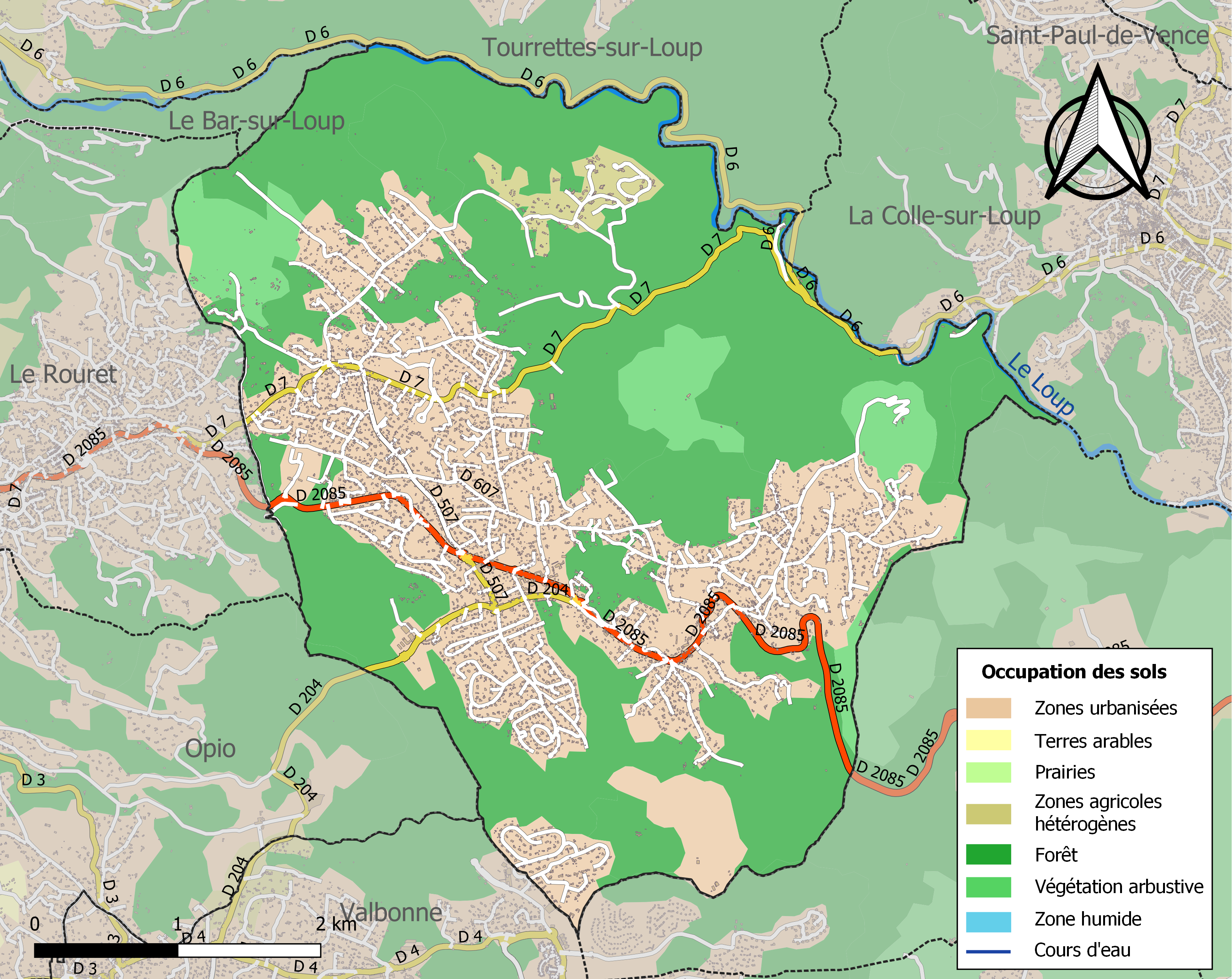

## Demografie
Onderstaande figuur toont het verloop van het inwonertal. Het betreft alleen ingeschreven bewoners. Een groot deel van de villa's is in gebruik als tweede woning. (bron: INSEE-tellingen).

Vanwege een beveiligingsprobleem met de MediaWiki Graph-software is het momenteel niet mogelijk deze grafiek weer te geven. Zodra de software is bijgewerkt zal de grafiek vanzelf weer zichtbaar worden.

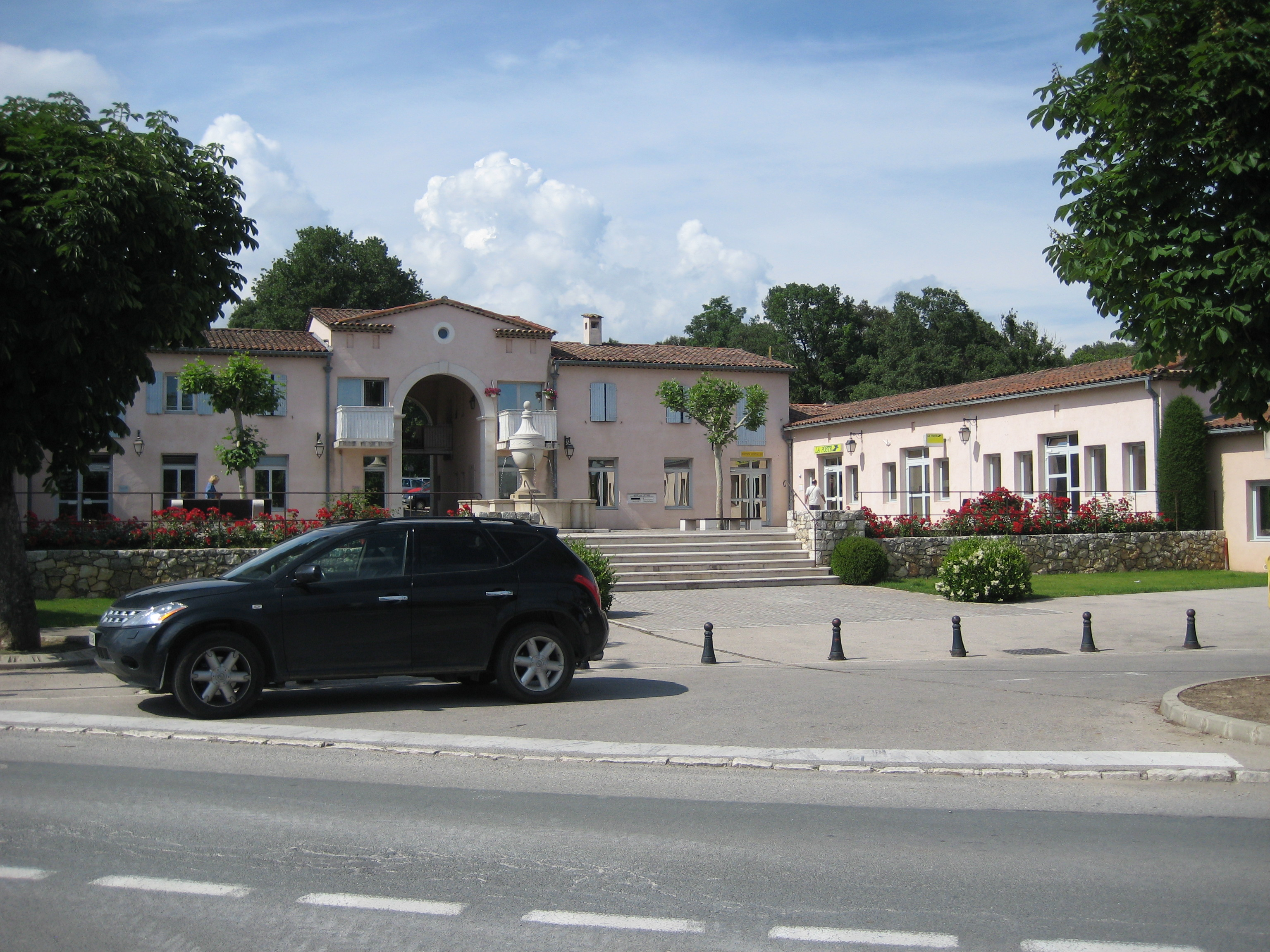
Gemeentehuis
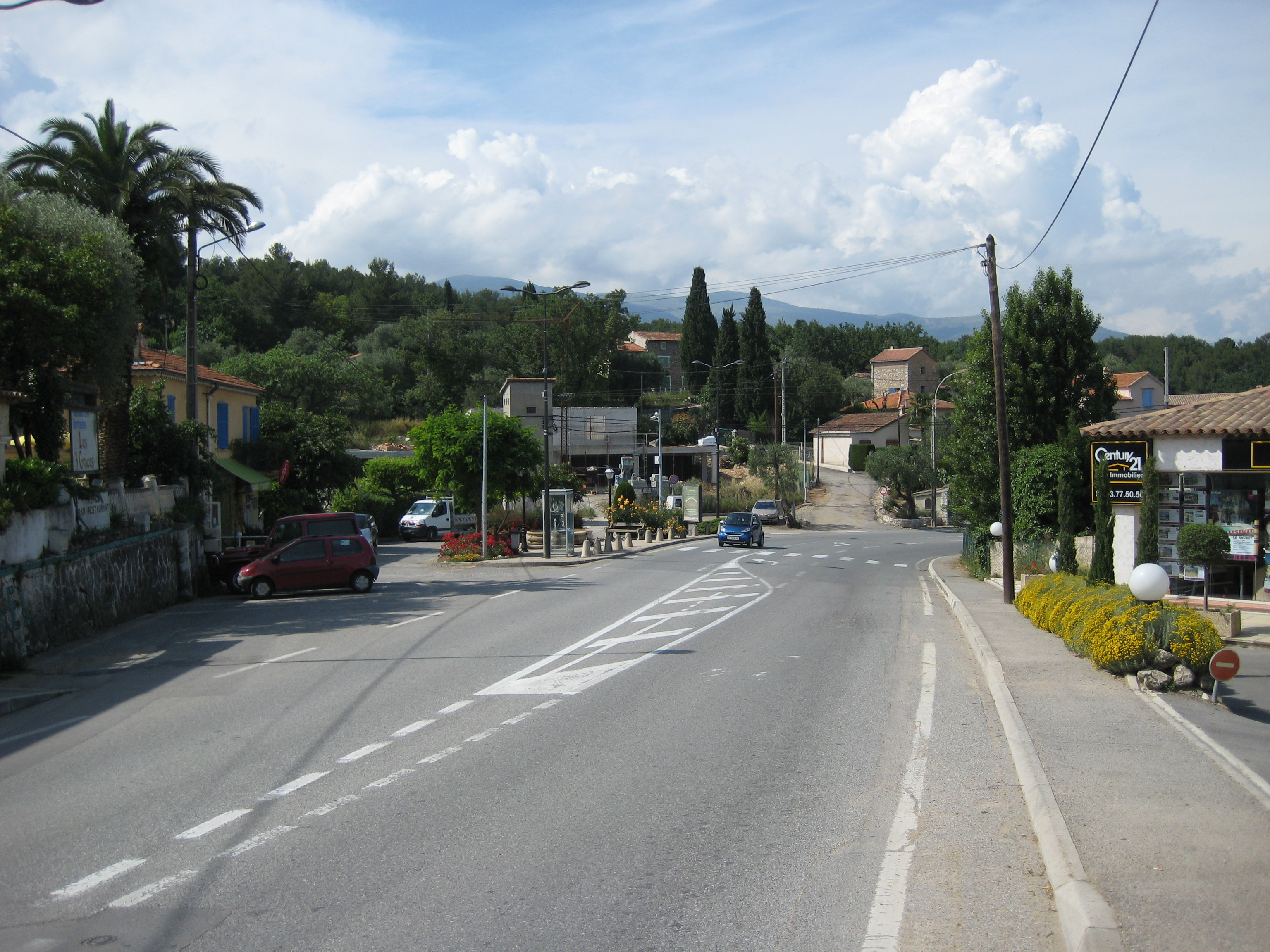
Hoofdstraat
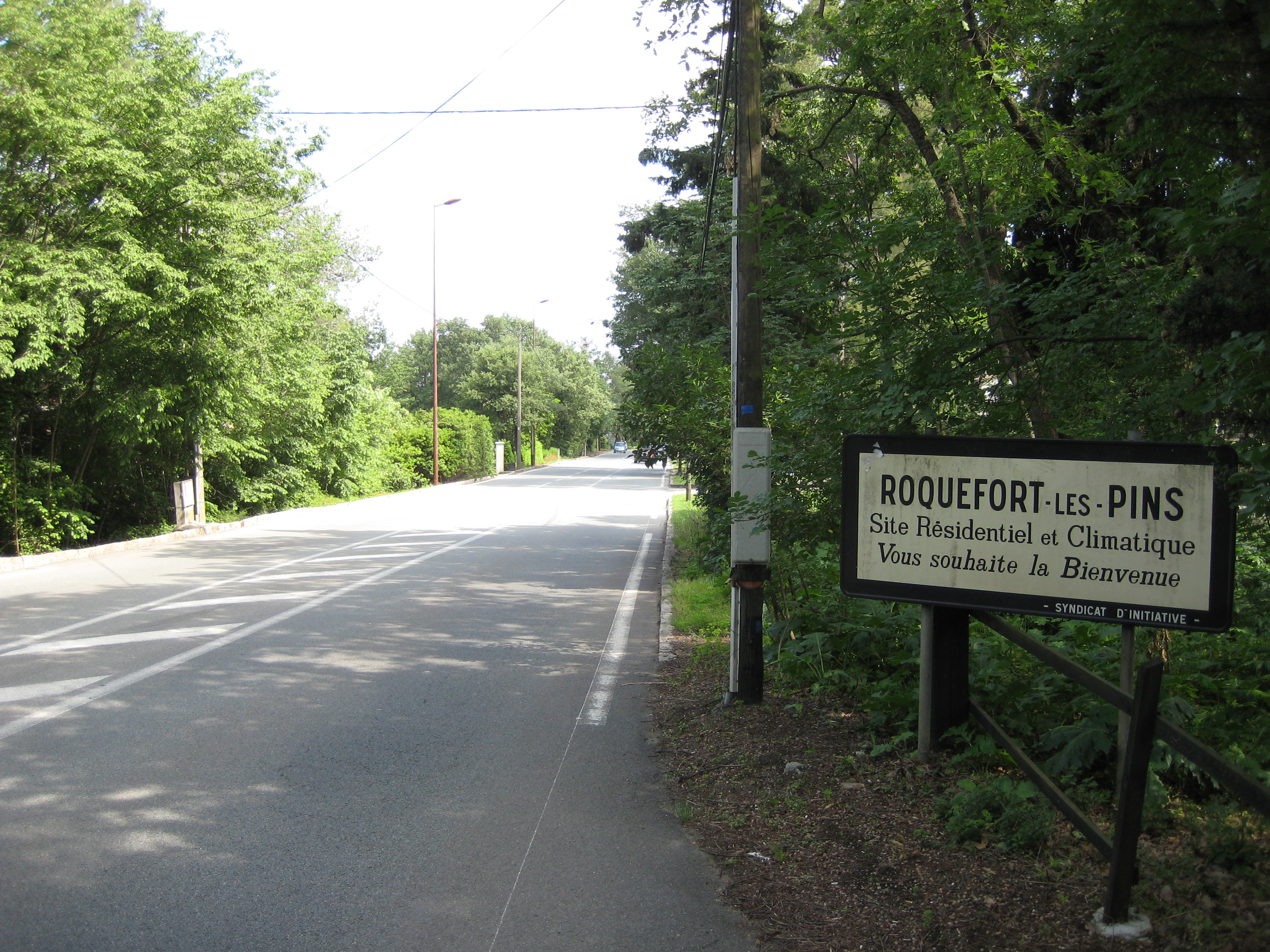
Toegangsweg